# Spargania ruptata
Spargania ruptata là một loài bướm đêm trong họ Geometridae.